# North Corbin (Kentucky)
North Corbin es una localidad ubicada en el condado de Laurel, en el estado estadounidense de Kentucky. En el Censo de 2010 tenía una población de 1773 habitantes y una densidad poblacional de 380,73 personas por km².

## Geografía
North Corbin se encuentra ubicado en las coordenadas 36°57′56″N 84°5′44″O / 36.96556, -84.09556. Según la Oficina del Censo de los Estados Unidos, North Corbin tiene una superficie total de 4.66 km², de la cual 4.61 km² corresponden a tierra firme y (1.06%) 0.05 km² es agua.

## Demografía
Según el censo de 2010, había 1773 personas residiendo en North Corbin. La densidad de población era de 380,73 hab./km². De los 1773 habitantes, North Corbin estaba compuesto por el 97.07% blancos, el 0.34% eran afroamericanos, el 0.39% eran amerindios, el 0.9% eran asiáticos, el 0% eran isleños del Pacífico, el 0.34% eran de otras razas y el 0.96% pertenecían a dos o más razas. Del total de la población el 1.02% eran hispanos o latinos de cualquier raza.